# Darren Fletcher
Darren Barr Fletcher (* 1. února 1984, Dalkeith) je bývalý skotský fotbalový záložník,  naposledy nastupující za anglický klub Stoke City FC. Kariéru ukončil v roce 2019.

## Trenérská kariéra
Fletcher trénoval U16 kategorii Manchesteru United, krátce trénoval i A-tým a mezi lety 2021–2024 zastával funkci technického ředitele tohoto klubu.

## Osobní život
Flatcher žije s přítelkyní Hayley Grice, mají spolu dvojčata.

## Tituly
- 5× vítěz Premier League: (2006/07, 2007/08, 2008/09. 2010/11, 2012/13)
- 1× vítěz FA Cupu: 2004
- 2× vítěz Anglického ligového poháru: 2005/06, 2009/10
- 1× vítěz Mistrovství světa ve fotbale klubů: 2008
- 1× vítěz Ligy mistrů UEFA: 2007/08[3]